# Западен парк (квартал)
Вижте пояснителната страница за други значения на Западен парк.
„Западен парк“ (преди „Христо Михайлов“) е квартал на град София. Носи своето наименование от простиращия се в непосредствена близост парк със същото име (Западен парк). Това, както и зелените площи в самия жилищен квартал, го правят един от най-зелените райони в София. През „Западен парк“ преминават булевардите „Александър Стамболийски“, „Вардар“ и „Тодор Александров“, под който преминава Първи метродиаметър на столичното метро, което е и най-бързата и качествена връзка на квартала с центъра и останалите части на града. През 80-те и до средата на 90-те години кварталът носи името „Христо Михайлов“.

## Архитектура
В квартала има много тухлени кооперации на четири етажа с два или три входа, повечето от които с дворове. Този тип кооперации са строени от началото на 50-те до средата на 60-те години и са в добро състояние, с поддържани входове. Панелните блокове не са много, строени са през 1970-те години и има само няколко ЕПК блока.

## Обществени институции и инфраструктура
На територията на „Западен парк“ има пощенска станция и следните училища: 17-о СОУ; 135-о СОУ, като там е разположена и Софийската гимназия по хлебни и сладкарски технологии.
В квартала могат да се използват следните линии на градския транспорт:
- Метро – Метростанция „Вардар“ (линии М1 и М4);
- Автобусни линии – 45, 56, 72 и 77;
- Трамвайни линии – 8 и 10 (временно не минава през квартала от април 2025 поради ремонт на бул. А. Стамболийски). (От 1987 до 1995 г. покрай квартала минава трамвай 21)

|                              | ж.к. „Гевгелийски“     |                |
| Западен парк кв. „Факултета“ |                        | ж.к. „Илинден“ |
|                              | ж.к. „Красна поляна 1“ |                |

## Улици и произход на имената им
| Път                       | Наречен на                                          | Местоположение |
| ------------------------- | --------------------------------------------------- | -------------- |
| „Александър Стамболийски“ | Александър Стамболийски (1879 – 1923), политик      | Карта          |
| „Булина ливада“           | Местен обект                                        | Карта          |
| „Вардар“                  | Вардар, река в Северна Македония и Гърция           | Карта          |
| „Западна“                 | Запад, географска посока                            | Карта          |
| „Зли дол“                 | Зли дол, село в Босилеградско, Сърбия               | Карта          |
| „Кенали“                  | Кременица, село в Битолско, Северна Македония       | Карта          |
| „Найчо Цанов“             | Найчо Цанов (1857 – 1923), политик                  | Карта          |
| „Сава Михайлов“           | Сава Михайлов (1877 – 1905), революционер           | Карта          |
| „Суходолска“              | Суходол, квартал на София                           | Карта          |
| „Царица Йоанна“           | Йоанна Българска (1907 – 2000), царица на българите | Карта          |

## Проблеми с качеството на въздуха
Жилищен комплекс „Западен парк“ в София е един от районите, които често страдат от проблеми с качеството на въздуха. Основните източници на замърсяване включват автомобилния трафик, битовото отопление с твърди горива и индустриалните емисии от близки предприятия.
През зимните месеци нивата на фини прахови частици (PM10 и PM2.5) често надвишават допустимите норми, особено в дните с ниски температури и безветрие. Това се дължи основно на използването на въглища и дърва за отопление в околните квартали. Автомобилният трафик също допринася за лошото качество на въздуха, като булевардите „Сливница“ и „Царица Йоанна“ са сред най-натоварените в района.

## Известни личности
- Димитър Петров – Бизнесмен (рекламен бизнес), член и председател на ПП АБВ за р-н Красна поляна – 25 МИР.
- Георги Станчев
- Любка Кумчева – метеоролог
- Евлоги Птухин – ключова фигура през 90-те години за развитието на района
- Асен Блатечки